# Канадский Арктический архипелаг
Канадский Арктический архипелаг (англ. Canadian Arctic Archipelago, фр. Archipel arctique canadien, в Канаде известен как Арктический архипелаг) — один из крупнейших в мире архипелагов (36,5 тысяч островов общей площадью порядка 1,4 млн км²), расположенный к северу от материковой Канады.

## География

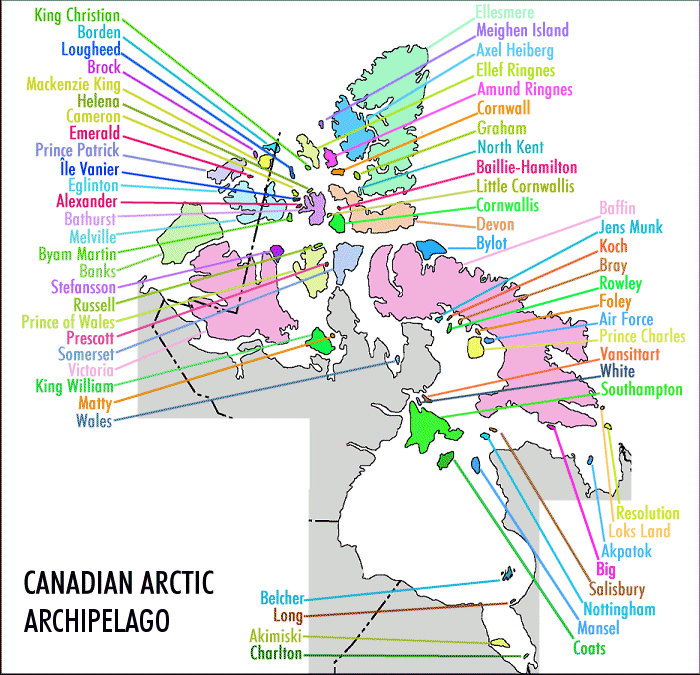
Карта Канадского Арктического архипелага

Оценки площади архипелага разнятся от 1,335 млн км² в Большой российской энциклопедии до 1,424 млн км² в Британской энциклопедии. Большинство территории островов занимает территория Нунавут, остальную часть — Северо-Западные территории.
Всего в архипелаге насчитывается 36 563 острова, из которых 94 имеют площадь более 130 км², а 15 — более 10 тыс. км². Три острова (Баффинова Земля, Виктория и Элсмир) архипелага входят в десятку самых крупных островов мира по территории, шесть — в число 30 крупнейших островов мира. Из десяти крупнейших канадских островов девять входят в состав Арктического архипелага; единственное исключение составляет Ньюфаундленд.
От Гренландии архипелаг отделён проливом Нэрса, морем Баффина и Девисовым проливом. Кроме того, Арктический архипелаг омывают воды морей Бофорта и Линкольна, Гудзонова пролива и залива Фокс. За исключением Девисова пролива, относящегося к Атлантическому океану, остальные омывающие архипелаг воды являются частью Северного Ледовитого океана. Глубина сложной сети проливов между островами от 150 до 508 м (согласно Канадской энциклопедии, в восточной части пролива Ланкастер до 600), часть проливов формирует Северо-Западный проход. Важную часть Северо-Западного прохода составляет в частности пролив Парри, отделяющий от основной части архипелага северные Острова Королевы Елизаветы. Проливы покрыты льдом 9—10 месяцев в году. Толщина морского льда зимой 1,5—2 метра, крупные полыньи существуют на севере моря Баффина и на юго-востоке моря Бофорта.
| №  | Остров                  | Территория                          | Площадь, км² | Место  | Место    | Население, чел. (2021) |
| №  | Остров                  | Территория                          | Площадь, км² | в мире | в Канаде | Население, чел. (2021) |
| -- | ----------------------- | ----------------------------------- | ------------ | ------ | -------- | ---------------------- |
| 1  | Баффинова Земля         | Нунавут                             | 507 451      | 5      | 1        | 13 039                 |
| 2  | Виктория                | Северо-Западные территории, Нунавут | 217 291      | 9      | 2        | 2168                   |
| 3  | Элсмир                  | Нунавут                             | 196 236      | 10     | 3        | 144                    |
| 4  | Банкс                   | Северо-Западные территории          | 70 028       | 24     | 5        | 104                    |
| 5  | Девон                   | Нунавут                             | 55 247       | 27     | 6        | 0                      |
| 6  | Аксель-Хейберг          | Нунавут                             | 43 178       | 32     | 7        | 0                      |
| 7  | Мелвилл                 | Северо-Западные территории, Нунавут | 42 149       | 33     | 8        | 0                      |
| 8  | Саутгемптон             | Нунавут                             | 41 214       | 34     | 9        | 1038                   |
| 9  | Остров Принца Уэльского | Нунавут                             | 33 339       | 40     | 10       | 0                      |
| 10 | Сомерсет                | Нунавут                             | 24 786       | 46     | 12       | 0                      |
| 11 | Батерст                 | Нунавут                             | 16 042       | 54     | 13       | 0                      |
| 12 | Принс-Патрик            | Северо-Западные территории          | 15 848       | 55     | 14       | 0                      |
| 13 | Кинг-Вильям             | Нунавут                             | 13 111       | 61     | 15       | 1349                   |
| 14 | Эллеф-Рингнес           | Нунавут                             | 11 295       | 69     | 16       | 0                      |
| 15 | Байлот                  | Нунавут                             | 11 067       | 72     | 17       | 0                      |

В целом острова архипелага разделяют на две части. Северная — Острова Королевы Елизаветы — включает в себя Острова Свердрупа (в том числе Аксель-Хейберг и Эллеф-Рингнес), Архипелаг Парри (в том числе Мелвилл, Батерст и Принс-Патрик), а также острова Элсмир и Девон. В южной части, помимо прочих, располагаются Баффинова Земля, Остров Принца Уэльского, острова Банкс, Виктория и Байлот. По наблюдению канадского исследователя Р. Л. Кристи, поверхность архипелага можно представить как «гигантское деформированное блюдо треугольной формы, наклонённое таким образом, что его северо-западная часть оказалась опущенной, восточная — приподнятой; северный край поднят по разлому и образует наиболее возвышенную область; центральная часть изборождена расходящимися грядами и разделяющими их неглубокими прогибами».

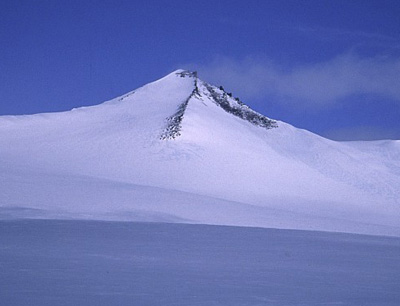
Барбо-Пик — высочайшая вершина острова Элсмир, архипелага и территории Нунавут

Юго-восточные острова Арктического архипелага геологически представляет собой вдающуюся в океан часть Канадского щита, местами покрытую плоско лежащими мезозойскими напластованиями возрастом 251—542 млн лет. Основные острова архипелага (Элсмир, Баффинова Земля, Девон, Аксель-Хейберг) гористые, с вершинами, высота которых превосходит 2000 м над уровнем моря. Высшая точка архипелага — Барбо-Пик (остров Элсмир, 2616 м над уровнем моря). Для Баффиновой Земли, Элсмира, Девона и Байлота характерна крайне изрезанная береговая полоса с фьордами, скалистые берега. Западные и центральные острова архипелага, сложенные молодыми осадочными породами (как морскими, так и ледниковыми), являются частью Арктической плиты. Эти острова обычно низменные, с высотами не более 200 м над уровнем моря. В этой части архипелага часты мерзлотные формы рельефа, в том числе термокарстовые озёра. Равнинный рельеф преобладает на островах Принца Уэльского, Виктория, Банкс, где встречаются невысокие кряжи (максимальная высота на острове Банкс 747 м) и платообразные возвышенности. Характерны водно-ледниковые образования — озы и друмлины. Северная часть архипелага образует так называемый Инуитский пояс, сформировавшийся в результате позднедевонского тектогенеза. Этот тектогенез также известен как элсмирский, и его складчатые структуры заметны в гористом рельефе севера и северо-востока острова Элсмир, а также острова Аксель-Хейберг. На западе и в центральной части Островов Королевы Елизаветы основная складчатость перекрывается так называемой Свердрупской синеклизой. Среди её верхнепалеозойских, мезозойских и палеоценовых отложений — эвапориты раннего каменноугольного периода, формирующие соляные купола.
Основные течения в проливах в районе Арктического архипелага — из Северного Ледовитого океана на юг через пролив Нэрса и на восток через проливы Ланкастер и Фьюри-энд-Хекла. С южным течением вода Северного Ледовитого океана попадает в море Баффина, с восточным — в залив Фокс, Гудзонов залив и Гудзонов пролив.

### Климат
Острова Арктического архипелага расположены за Северным полярным кругом, что означает, что на их территории от трёх до четырёх месяцев зимой продолжается полярная ночь, а летом на протяжении такого же времени — полярный день. Среднегодовая температура варьирует от −6 °C на юге Баффиновой земли до −20 °C на северных островах, температуры могут опускаться ниже −50 °C, и даже в мае бывают морозы до −30 °C. Средняя температура января на юго-востоке архипелага −23 °C, на юго-западе −35 °C. В июле средние температуры 7 °C на юге и 4 °C на севере, максимальная температура — до 24 градусов выше ноля.

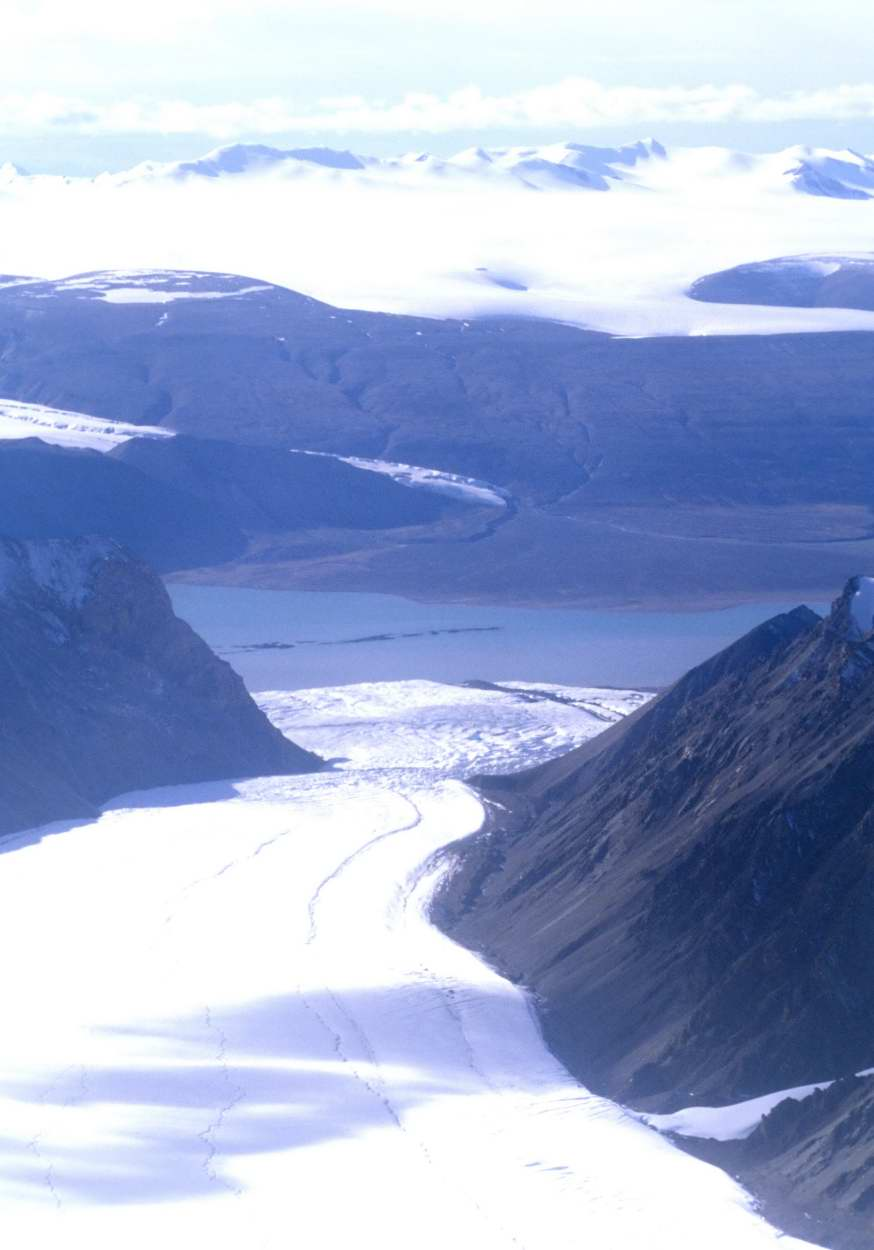
Ледник Брент на острове Элсмир

Юго-восток архипелага расположен в зоне высокой циклонической активности, и среднегодовая норма осадков в этом регионе от 450 до 600 мм. На западе архипелага выпадает 200—250 мм осадков в год, на севере, где большую часть года господствует Арктический антициклон, — не больше 100 мм. Для всех Островов Королевы Елизаветы характерна среднегодовая норма осадков ниже 150 мм.
С учётом большого количества осадков и низких температур в течение большей части года в горах восточной части Арктического архипелага происходит накопление снегов. Этот регион характеризует современное оледенение, общая площадь которого составляет от 146 до 154 тыс. км². Наблюдается высокая активность молодых ледников, сформировавшихся после разрушения материкового ледяного щита; на востоке Баффиновой Земли в возвышенных регионах насчитывается более 10 тысяч ледников, включая ледяные купола Пенни и Барнс. На острове Элсмир в условиях постоянных низких температур снеговая линия проходит на уровне моря, многочисленны равнинные, предгорные и шельфовые ледники, мощность которых на северном побережье доходит до 50 м, а ширина до 20 км. От края шельфовых ледников регулярно отрываются айсберги, уходящие в дрейф по центральным районам Северного Ледовитого океана.
На всей территории архипелага сформировался слой вечной мерзлоты, мощность которого местами доходит до 550 м; за лето оттаивает только метровый поверхностный слой.
Несмотря на суровость климата, канадская Арктика подвержена влиянию глобального потепления. Наблюдается отступление ледников, истончение морского льда. В период с 1969 по 2004 год в восточной части архипелага объём льда сократился на 15 %. В конце лета проливы Северо-Западного прохода освобождаются ото льда, чем пользуются туристические лайнеры. За XXI век прогнозируется повышение средних температур в регионе на 9—12 градусов.

## Флора и фауна
В общей сложности флора Канадского архипелага насчитывает порядка 340 видов высших растений, а также свыше 300 видов мхов, около 100 видов печёночных мхов и от 550 до 600 видов лишайников. На территории архипелага отсутствуют деревья, и по мере продвижения на север архипелага постепенно снижается число других представленных видов растений.
Низменные земли на юге архипелага (острова Виктория и Баффинова Земля) занимают субарктические тундры — лугово-моховые, мохово-лишайниково-кустарничковые и кустарничковые. Характерная растительность — багульник, водяника, брусника, голубика. На южных берегах встречаются ивы и берёза карликовая. Низменные западные острова покрывают моховые и травяно-кустарничковые тундры, распространены ива полярная, мак полярный, осоки, кобрезия, дриада, водяника, кассиопея, остролодочник, различные мхи. Горную часть востока Баффиновой Земли ниже снеговой линии характеризует мохово-лишайниковая арктическая тундра с преобладанием осок и пушицы, на приморских равнинах часты моховые и осоковые болота. Север архипелага (острова Элсмир, Девон, Аксель-Хейберг) представляет собой полярные пустыни и арктические тундры. В ледяном и скалистом ландшафте пятнами и куртинами встречаются лишайники, мхи, пушицы, осоки, очень редко — ивы и дриады.

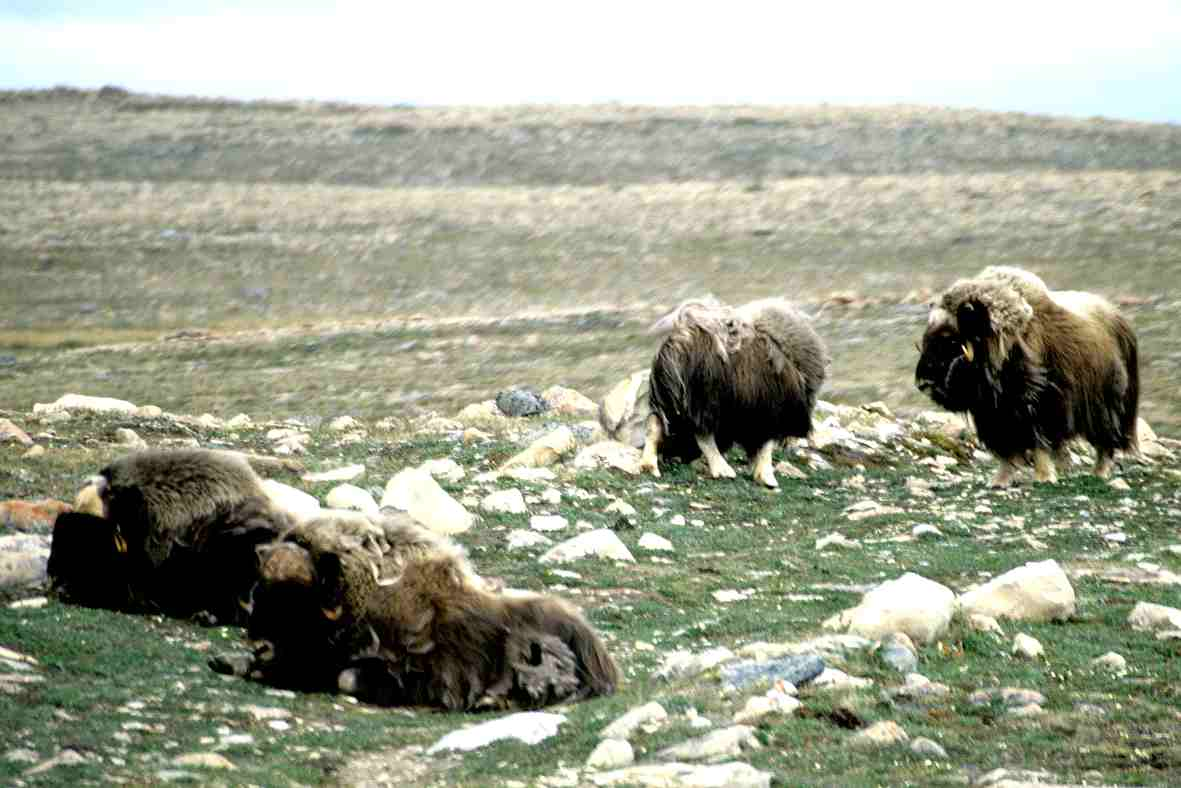
Овцебыки на острове Виктория

На архипелаге проживает около 20 видов наземных млекопитающих, но, как и в случае растений, биоразнообразие животного мира убывает по мере удаления от материка. На северных островах живут северные олени Пири (лат. Rangifer tarandus pearyi, более мелкие и светло окрашенные, чем их родичи с континента. Другие представители млекопитающих в Арктическом архипелаге — овцебык, мелвильский островной волк, песец, арктический беляк, лемминг. В летние месяцы на островах насчитывается более 60 видов птиц, но только 6 остаются на зиму. В море и на морском льду встречаются белый медведь, морж, разнообразные тюлени и китообразные (в том числе нарвал и белуха. Насекомых насчитывается около 700 видов. В то же время воды архипелага традиционно бедны рыбой.
В пределах Арктического архипелага расположен ряд охраняемых природных территорий, крупнейшие из которых — национальные парки Сирмилик и Ауюиттук на Баффиновой Земле, Куттинирпаак на Элсмире и Олавик на Банксе.

## Население

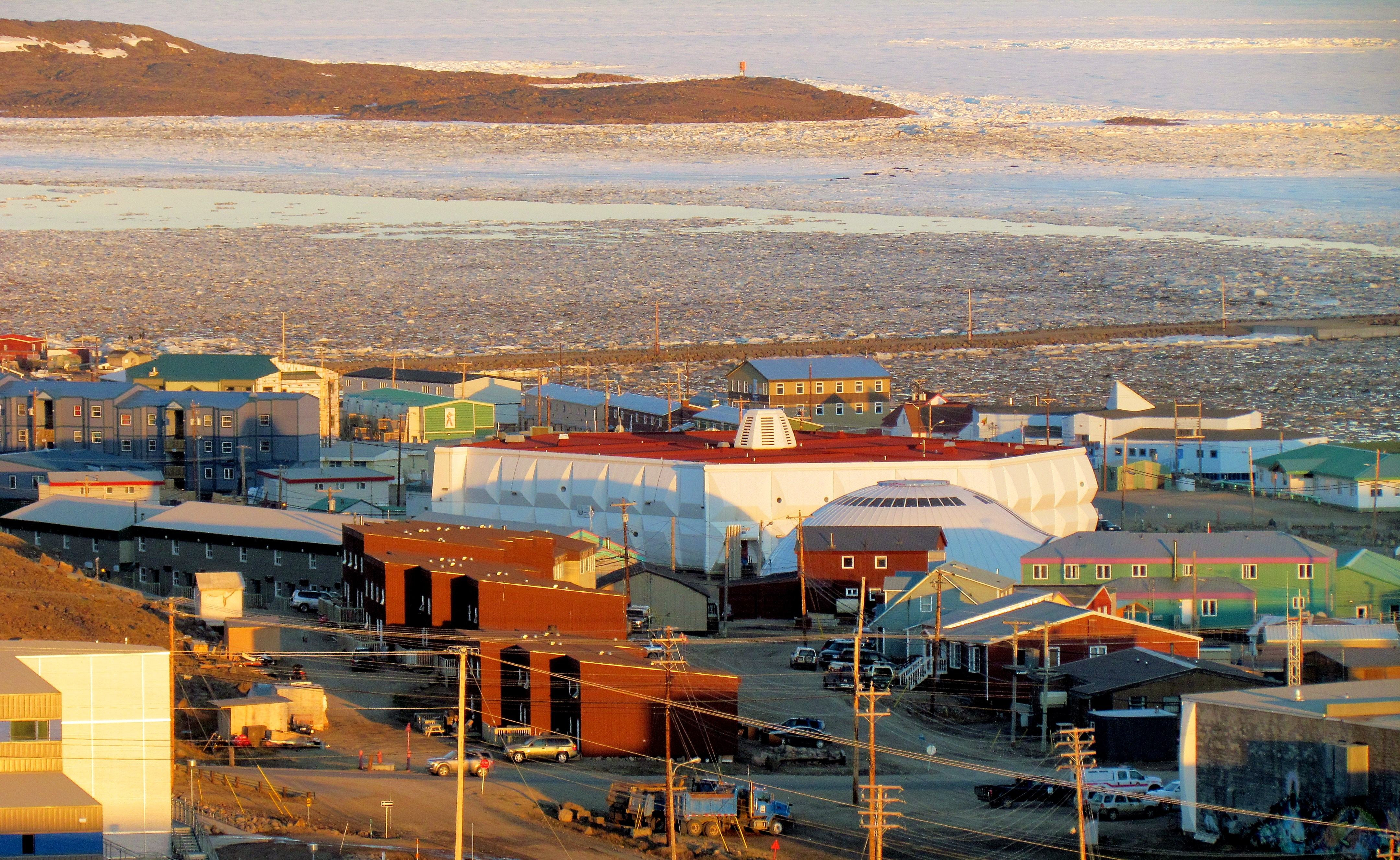
Икалуит

На Канадском Арктическом архипелаге постоянно проживают несколько тысяч человек. Многие острова в Арктическом архипелаге необитаемы (в том числе Девон, при площади 54 тыс. км² являющийся крупнейшим ненаселённым островом в мире). За исключением коренного населения — инуитов, люди сосредоточены в основном на военных базах и полярных станциях. Крупнейшие населённые пункты — Икалуит (административный центр территории Нунавут на Баффиновой Земле, ранее назывался Фробишер-Бей), Кеймбридж-Бей (Виктория), Резольют (остров Корнуоллис). На острове Элсмир, на расстоянии 834 км от Северного полюса, расположен самый северный в мире постоянный населённый пункт Алерт. Ещё одним важным поселением Дальнего Севера является инуитский посёлок Грис-Фьорд, созданный в 1953 году при насильственном переселении из Порт-Харрисона (ныне Инукджуак, Квебек).
| Населённые пункты Канадского Арктического архипелага по данным переписи населения 2021 года |           |
| Нунавут                                                                                     |           |
| Название                                                                                    | Население |
| Икалуит                                                                                     | 7429      |
| Кеймбридж-Бей                                                                               | 1760      |
| Понд-Инлет                                                                                  | 1555      |
| Пангниртанг                                                                                 | 1504      |
| Кейп-Дорсет                                                                                 | 1396      |
| Йоа-Хейвен                                                                                  | 1349      |
| Клайд-Ривер                                                                                 | 1181      |
| Корал-Харбор                                                                                | 1035      |
| Арктик-Бей                                                                                  | 904       |
| Кикиктарджуак                                                                               | 593       |
| Киммирут                                                                                    | 426       |
| Резольют                                                                                    | 183       |
| Грис-Фьорд                                                                                  | 144       |
| Северо-Западные территории                                                                  |           |
| Название                                                                                    | Население |
| Улукхакток                                                                                  | 408       |
| Сакс-Харбор                                                                                 | 104       |

## Хозяйственное значение
На островах Арктического архипелага разведан ряд месторождений полезных ископаемых. Так, на востоке Архипелага Парри известно свинцово-цинковое месторождение Поларис. На Баффиновой земле имеются месторождения серебросодержащих полиметаллических руд (Нанисивик), железа (Мэри-Ривер), золота. На ряде островов (включая Баффинову Землю, остров Принца Уэльского, Викторию, Элсмир и Девон) высока вероятность нахождения алмазосодержащих кимберлитов. В северной части Арктического архипелага (Свердрупский нефтегазоносный бассейн) сосредоточены большие запасы нефти и природного газа. Каменный уголь найден на островах Аксель-Хейберг и Элсмир.
Глубина и ширина некоторых проливов между островами Арктического архипелага позволяет прохождение подводных танкеров. Одновременно эти каналы представляют собой стратегическую проблему, так как ими могут пройти и военные подводные лодки.

## История
Арктический архипелаг обживался инуитами и их предшественниками на протяжении как минимум 4000 лет. С давних времён инуиты этого региона поддерживали контакты с гренландскими эскимосами. Сохранились также свидетельства культурных контактов с гренландскими викингами. На островах вблизи круглогодично открытой воды в морях Баффина и Бофорта имеются следы поселений народов дорсетской культуры и культуры Туле.
Первыми европейцами в высоких широтах Арктического архипелага стали Мартин Фробишер (в 1576 году в заливе, ныне носящем его имя), Джон Дейвис (в 1585 году в современном Девисовом проливе), Уильям Баффин и Роберт Байлот (в 1616 году). Экспедиция Баффина и Байлота впервые нанесла на карты проливы Джонс и Ланкастер, позже ставшие восточной оконечностью Северо-Западного прохода. В XIX веке совершались многочисленные попытки пройти вдоль северного побережья Северной Америки. Экспедиция Парри в 1819—1820 году дошла до пролива Мак-Клур. Другие известные попытки предпринимались Джоном Франклином в 1840-е годы, однако полностью Северо-Западный проход был преодолён только в 1903—1906 годах Амундсеном (в 1944 году его прошёл за одну навигацию с востока на запад лейтенант КККП Генри Ларсен. Океанографические исследования в районе архипелага проводились в ходе экспедиции Свердрупа в 1898—1902 годах, а затем датскими экспедициями и в 1928 году на борту корабля береговой охраны США в проливах Смит, Джонс и Ланкастер.
В 1880 году Великобритания передала Канаде права на свои арктические территории, прилегающие к Североамериканскому континенту, включая острова, до которых ещё не добирались исследователи. Планомерное развитие региона началось в 1940—1950-е годы, когда была развёрнута сеть канадских арктических метеорологических станций (в этом качестве был в частности основан Резольют). Была произведена аэрофотосъёмка островов и начата активная геологическая разведка, в ходе которой, в частности, были обнаружены признаки нефти. В 1950-е годы был запущен федеральный исследовательский Проект полярного континентального шельфа. С экспедиций университета Макгилла на остров Аксель-Хейберг и Североамериканского института Арктики (ныне в составе университета Калгари) на остров Девон взяли старт измерение и мониторинг изменений ледников в этом регионе.
В 1999 году бо́льшая часть Арктического архипелага была выделена в новую территорию Нунавут.